# Psorospermum senegalense
Psorospermum senegalense är en johannesörtsväxtart som beskrevs av Édouard Spach. Psorospermum senegalense ingår i släktet Psorospermum och familjen johannesörtsväxter. Inga underarter finns listade i Catalogue of Life.